# Paculla negara
Paculla negara är en spindelart som beskrevs av Shear 1978. Paculla negara ingår i släktet Paculla och familjen Tetrablemmidae. Inga underarter finns listade i Catalogue of Life.